# Kodning
För andra betydelser, se Kod.
Kodning avser översättning av data eller information från en form till en annan. Översättning av kodad data till ursprunglig form kallas avkodning.